# Chorisoneura multivenosa
Chorisoneura multivenosa är en kackerlacksart som beskrevs av Henri Saussure 1869. Chorisoneura multivenosa ingår i släktet Chorisoneura och familjen småkackerlackor.
Artens utbredningsområde är Franska Guyana. Inga underarter finns listade i Catalogue of Life.